# Kamal Kheir-Beik
Pour les articles homonymes, voir Kheir.
Kamal Kheir-Beik, né en novembre 1935 et mort en novembre 1980, était un homme politique syrien qui aurait été le coordinateur stratégique de la prise d'otage de 11 ministres au siège de l’OPEP à Vienne le 21 décembre 1975 en collaboration avec Ilich Ramírez Sánchez dit Carlos.

## Biographie
Il a été un grand responsable du parti social nationaliste syrien.
Il est condamné à mort in absentia en Syrie après l’attentat mortel dans un stade de Damas en 1955 contre Adnan el-Maliki, chef d’état-major de l’armée syrienne. Il se réfugie au Liban jusqu’à l’échec du coup d'État de 1961. Il demande l’asile à la France. 
Il revient au Liban après l'amnistie générale de [1969. 
Il meurt assassiné en 1980.